# Musée de la fondation du Parti
Le musée de la fondation du Parti (hangeul : 당창건사적관 ; RR : Dang changgeon sajeokgwan) est situé à Pyongyang en Corée du Nord,.
Le bâtiment qui l'accueille est construit par le gouvernement colonial japonais en 1923 et a été utilisé comme exposition de produits provinciaux du Pyongan du Sud. Après le départ des Japonais, Kim Il-sung aurait fondé le Parti du travail de Corée dans ce bâtiment le 10 octobre 1945 et les premières réunions ont lieu sur place. Ainsi, en octobre 1970, il est transformé en musée. À proximité se trouve la modeste maison qu'il habitait pendant ses premiers jours comme président de la Corée du Nord.
L'architecture du bâtiment est typique du style colonial japonais, il est polyédrique et construit en pierre gris foncé. Le toit est calqué sur celui du bâtiment de la Diète nationale à Tokyo.
Le rez-de-chaussée accueille une exposition de photos et d'objets, tandis que le premier étage a été conservé dans son aspect historique d'origine. Une salle de conférence, un salon et deux bureaux utilisés par Kim Il-sung ont également été conservés.